# Xyletobius monas
Xyletobius monas är en skalbaggsart som beskrevs av Perkins 1910. Xyletobius monas ingår i släktet Xyletobius och familjen trägnagare. Inga underarter finns listade i Catalogue of Life.